# وزارة العمل (فلسطين)
وزارة العمل الفلسطينية هي الوزارة المسؤولة عن تنظيم سوق العمل الفلسطيني عبر وضع وتطوير التشريعات والقوانين والأنظمة لتوفير التدريب المهني وخدمات التشغيل التي تمكن من التعامل مع التغيرات المستمرة في سوق العمل، ولتحقيق المشاركة الفعالة للقوى العاملة في جميع القطاعات الاقتصادية. يقع مقرها في مدينة البيرة.
تأسست وزارة العمل الفلسطينية عام 1994 على أنها المؤسسة الحكومية الرئيسية التي تُعنى بمسائل العمل. وهي مسؤولة عن سياسات العمل، مثل: التشغيل، تشريعات العمل، السلامة والصحة المهنية، التدريب المهني، علاقات العمل والتعاونيات، وكان سمير غوشة أول وزير للعمل فيها.